# Конрад, Теодор
Теодор Джон Конрад (англ. Theodore John Conrad; 10 июля 1949 — 18 мая 2021) — банковский служащий, который украл 215 тысяч долларов (что было эквивалентно 1,52 миллиона долларов на 2020 год) из банка Кливленда в июле 1969 года. Его не смогли найти, и заведя семью он прожил законнопослушно всю свою жизнь под вымышленным именем Томас Рэндел в Массачусетсе до конца своих дней, избегая ареста в течение 52 лет.

## Ранние годы
Конрад родился в Денвере, штат Колорадо. Его родители развелись, когда Конрад учился в начальной школе. Он переехал в Лейквуд, штат Огайо и учился в Лейквудской средней школе, которую окончил в 1967 году. Конрад был популярен в школе, был избран в школьный совет, обладал блестящим умом и IQ 135. Затем он поступил в колледж в Новой Англии, где его отец, отставной капитан военно-морского флота, был доцентом политологии. Конрад оставил колледж после одного семестра и поступил в муниципальный колледж округа Кайахога.
В начале 1969 года Конрад начал работать в банке Society National Bank в Кливленде. Его работа была связана с наличными деньгами и заключалась в том, чтобы «упаковывать деньги для доставки в отделения банка по всему городу. Это была должность сотрудника, которому доверяют».

## Кража
В пятницу, 11 июля 1969 года, Конрад, которому тогда было 20 лет, отправился в хранилище, упаковал 215 тысяч долларов наличными (1,5 миллиона долларов в пересчёте на цены 2020 года) в бумажный пакет и ушёл с ним. Хищение было обнаружено только в понедельник, что дало ему фору в два дня. В банке была недостаточная система безопасности, у Конрада никогда не брали отпечатки пальцев.
До ограбления Конрад был одержим фильмом 1968 года «Дело Томаса Крауна», в котором Стив Маккуин играл в главной роли грабителя банков. Конрад «видел этот фильм более полдюжины раз» и «хвастался своим друзьям о том, как легко было бы взять деньги в банке, и даже сказал им, что планирует это сделать». В 1969 году Конрад в письме своей подруге признался в том, что обворовал банк, и выразил сожаление по поводу преступления.
После кражи Конрад сначала поехал в Вашингтон, округ Колумбия, а затем переехал в Лос-Анджелес. В 1970 году он поселился в Массачусетсе, где стал использовать вымышленное имя Томас Рэндел (англ. Thomas Randele). Он женился и у него появилась дочь. Конрад работал профессиональным гольфистом в загородном клубе Pembroke, затем стал менеджером и в течение 40 лет работал в автосалоне элитных автомобилей в Уобурне, штат Массачусетс.
Пока Конрад жил в Массачусетсе, правоохранительные органы безуспешно охотились за ним. Агенты ФБР по всей стране занимались его поиском, набрав материалов на 20 папок. Поиски Конрада длились 52 года, детективы шли по его следам в округе Колумбия, Калифорнии, Техасе, Орегоне и Гавайях. В последние годы Конрад был объектом нескольких телевизионных передач. В это же время Конрад вёл законопослушный образ жизни и был на хорошем счету у местной полиции. Это затрудняло его поиски, к тому же в его деле не было отпечатков пальцев.
Поиск Конрада продолжался так долго, что одного из маршалов США, участвовавшего в первоначальном расследовании этого дела, Джона К. Эллиота, сменил его сын Питер Дж. Эллиотт. Джон Эллиот вышел на пенсию в 1990 году, но продолжал охотиться за Конрадом. Он умер в марте 2020 года.

## Изобличение
Дело оставалось нераскрытым до ноября 2021 года, когда Служба маршалов США установила, что Конрад жил как Рэндел в Линфилде, Массачусетс, в 26 км к северу от Бостона. Конрад умер от рака лёгких 18 мая 2021 года. На смертном одре он открыл своей семье свою настоящую личность.
Следователи узнали о местонахождении Конрада из некролога, опубликованного на имя Томаса Рэндела, в котором была указана дата рождения 10 июля 1947 года (тогда как настоящая дата рождения Теодора Конрада — 10 июля 1949 года). В некрологе имена его родителей и колледж были такими же, как у Конрада. Подпись Рэндела также совпадала с подписью Конрада. Томасу Рэнделу было предъявлено обвинение, и он был бы арестован, если бы был найден, поскольку срок давности для преступлений, связанных с ограблением банка, отсутствует. Членам его семьи не будут предъявлены обвинения за то, что они не предупредили власти о его признании.